# Новая Зеландия на летних Олимпийских играх 1920
Новая Зеландия на летних Олимпийских играх 1920 была представлена 4 спортсменами. Новая Зеландия впервые принимала участие в Олимпийских играх, как отдельное государство. До этого новозеландские спортсмены входили в состав объединенной команды Австралазии. До Антверпена олимпийская команда добиралась на пароходе. Из-за многочисленных задержек в портах Австралии и Южной Африки плавание растянулось на 9 недель, что не могло не сказаться на подготовке спортсменов к играм. Тем не менее, новозеландцам удалось завоевать одну бронзовую награду, а также несколько раз быть в непосредственной близости от пьедестала, занимая соответственно 4 и 5 места. Всего страну представляли 3 мужчины и 1 женщина, принимавшие участие в соревнованиях по академической гребле, лёгкой атлетике и плаванию.

## Медали
| Бронза |               |                                          |            |
| №      | Спортсмены    | Вид спорта (дисциплина)                  | Дата       |
| 1      | Дарси Хэдфилд | Академическая гребля (одиночки, мужчины) | 29 августа |

## Результаты соревнований

### Академическая гребля
Соревнования по академической гребле проходили с 27 по 29 августа на канале Виллебрук. Соревнования проходили по олимпийской системе. Из каждого заезда в следующий раунд выходил только победитель. В зависимости от дисциплины в финале участвовали либо 2, либо 3 сильнейших экипажа по итогам предварительных раундов.
В соревнованиях по гребле принимал участие только один спортсмен от Новой Зеландии. Им стал Дарси Хэдфилд, для которого это был уже второй приезд в Бельгию. Во время Первой мировой войны он принимал участие в военных действиях на территории Бельгии.
Мужчины
| Соревнование | Спортсмены    | Первый раунд | Первый раунд | Первый раунд | Полуфинал | Полуфинал | Полуфинал | Финал                | Финал                | Итоговое место |
| Соревнование | Спортсмены    | Заезд        | Время        | Место        | Заезд     | Время     | Место     | Время                | Место                | Итоговое место |
| ------------ | ------------- | ------------ | ------------ | ------------ | --------- | --------- | --------- | -------------------- | -------------------- | -------------- |
| одиночки     | Дарси Хэдфилд | 4            | 8:05,0       | 1 Q          | 2         | 7:49,2    | 2         | завершил выступление | завершил выступление | 3              |

### Лёгкая атлетика
Спортсменов — 2
Мужчины
| Спортсмен       | Вид               | Забег     | Забег | Четвертьфинал | Четвертьфинал | Полуфинал | Полуфинал | Финал     | Финал     |
| Спортсмен       | Вид               | Результат | Место | Результат     | Место         | Результат | Место     | Результат | Место     |
| --------------- | ----------------- | --------- | ----- | ------------- | ------------- | --------- | --------- | --------- | --------- |
| Джордж Дэвидсон | 100 м             | 11,1      | 2     | ?             | 3             | Не прошёл | Не прошёл | Не прошёл | Не прошёл |
| Джордж Дэвидсон | 200 м             | 22,6      | 1     | 22,8          | 1             | 22,7      | 3         | 22,3      | 5         |
| Гарри Уилсон    | 110 м с барьерами | 15,8      | 2     |               |               | 15,3      | 3         | 15,2      | 4         |

### Плавание
Спортсменов — 1
Женщины
| Спортсмен      | Вид                 | Заплыв    | Заплыв | Полуфинал | Полуфинал | Финал     | Финал |
| Спортсмен      | Вид                 | Результат | Место  | Результат | Место     | Результат | Место |
| -------------- | ------------------- | --------- | ------ | --------- | --------- | --------- | ----- |
| Виолет Валронд | 100 м вольный стиль | 1.21,4    | 3      |           |           | ?         | 5     |
| Виолет Валронд | 300 м вольный стиль | 5.04,6    | 2      |           |           | ?         | 7     |